# Курбанов, Бердибай
Бердибай Курбанов (1924—2004) — советский хозяйственный, государственный и политический деятель, Герой Социалистического Труда.

## Биография
Родился в 1924 году в аулсовете Куляб. Член КПСС с 1952 года.
С 1942 года — на хозяйственной, общественной и политической работе. В 1942—1990 гг. — колхозник, бухгалтер, главный бухгалтер колхоза «Райком» Ходжейлийского pайона, главный бухгалтер, председатель колхоза «Ленинабад» Шуманайского района, управляющий отделением совхозов «Шуманай» и «Амударья», председатель колхоза «Коммунизм», директор совхоза «Ташкент» Ходжейлийского района Каракалпакской АССР.
Указом Президиума Верховного Совета СССР от 20 февраля 1978 года присвоено звание Героя Социалистического Труда с вручением ордена Ленина и золотой медали «Серп и Молот».
Делегат XXVII съезда КПСС.
Умер в 2004 году.